# ブギ・ウギ・ストリング・アロング・フォー・リアル
『ブギ・ウギ・ストリング・アロング・フォー・リアル』（Boogie-Woogie String Along for Real）は、1978年にワーナー・ブラザース・レコードから発表されたローランド・カークのスタジオ・アルバム。カークは1977年12月5日に死去しており、本作は遺作として発表された。

## 解説
当時カークは腎臓障害により人工透析治療を行っており、ツアー及び本作のレコーディングには、透析コーディネーターが随伴していた。クレジットには録音年月日は明記されていないが、プロデューサーのジョエル・ドーンによれば、カークの死の2週間前にレコーディング・セッションが終了したという。
「ドルサーンズ・ウォーク」は、カークの妻ドルサーンの早足で歩く癖に由来した曲で、エンディングには、カークの葬儀が終わった週に録音されたドルサーンの靴音が追加されている。パーシー・ヒースが提供した「ウォーターゲイト・ブルース」は、後にヒースの所属バンドであるモダン・ジャズ・カルテットのアルバム『エコーズ』（1984年）でも録音され、更にヒースのリーダー・アルバム『A Love Song』には2002年の演奏が収録された。
Thom Jurekはオールミュージックにおいて5点満点中3.5点を付け「発作に倒れてからのカークは、自身が作ろうとしていた音楽の構想と闘っていた。それは『ブギ・ウギ・ストリング・アロング・フォー・リアル』で結実した」と評している。

## 収録曲
特記なき楽曲はローランド・カーク作。
1. ブギ・ウギ・ストリング・アロング・フォー・リアル - "Boogie Woogie String Along for Real" - 8:53
2. アイ・ラヴズ・ユー、ポーギー - "I Loves You, Porgy" (George Gershwin, Ira Gershwin, DuBose Heyward) - 1:52
3. メイク・ミー・ア・パレット・オン・ザ・フロア - "Make Me a Pallet on the Floor" (Traditional) - 7:16
4. ヘイ・ベイブビップス - "Hey Babebips" - 5:07
5. イン・ア・メロー・トーン - "In a Mellow Tone" (Duke Ellington, Milt Gabler) - 6:15
6. サマータイム - "Summertime" (G. Gershwin, I. Gershwin, D. Heyward) - 1:40
7. ドルサーンズ・ウォーク - "Dorthaan's Walk" - 7:11
8. ウォーターゲイト・ブルース - "Watergate Blues" (Percy Heath) - 6:36

## 参加ミュージシャン
- ローランド・カーク - テナー・サクソフォーン、フルート、クラリネット、ハーモニカ、エレクトリック・カリンバ、ボーカル
- スティーヴ・トゥーレ - トロンボーン(on #1, #4, #7, #8)
- タイニー・グライムス - ギター(on #2, #3, #5, #6)
- パーシー・ヒース - チェロ(on #4, #8)
- サミー・プライス - ピアノ(on #1, #2, #3, #5, #6)
- ウィリアム・S・フィッシャー - エレクトリックピアノ(on #1)
- ヒルトン・ルイズ - キーボード(on #4, #7, #8)
- フィリップ・ボウラー - ベース(on #1, #4, #7, #8)
- アーヴェル・ショウ - ベース(on #2, #3, #5, #6)
- ソニー・ブラウン - ドラムス(on #1, #4, #7, #8)
- ギフォード・マクドナルド - ドラムス(on #2, #3, #5, #6)
- エディ・プレストン - トランペット(on #1)
- ケネス・ハリス - フルート(on #1)
- ジミー・バフィントン - フレンチ・ホルン(on #1)
- ドリーン・カレンダー、ハロルド・コホン、キャスリン・キエンク、レジス・アイアンディオリオ、サンフォード・アレン、トニー・ポスク、ヨウコ・マツオ - ヴァイオリン(on #1)
- ジュリアン・バーバー、リンダ・ローレンス、セルワート・クラーク - ヴィオラ(on #1)
- チャールズ・ファンブロー、ユージン・モイエ、ジョナサン・エイブラモヴィッツ - チェロ(on #1)